# The Crew (videojoc)
'''The Crew''' és un videojoc de curses multijugador situat en un ambient de món obert basat en els Estats Units, desenvolupat per Ivory Tower i distribuït per Ubisoft, que fou estrenat el 2 de desembre del 2014 per a PlayStation 4, Xbox One, Microsoft Windows i Xbox 360.

## Característiques
El director creatiu del videojoc, Julian Gerighty, digué que el joc era de tipus rol amb elements multijugador a gran escala. El mode campanya de joc no està separat del mode multijugador, però s'hi pot jugar sol. El que destaca de The Crew sobre els altres jocs de curses és el seu gran mapa, que és una recreació a menor escala dels Estats Units. Es triga aproximadament una hora i dos quarts a anar de costa est a costa oest i el jugador pot conduir tant dins de la carretera com a fora. Al joc els jugadors hi poden fer equips per jugar curses junts i competir contra cotxes fantasma dels jugadors que tenen rècords.
El mode campanya és d'aproximadament 20 hores de durada i es basa en el protagonista Alex Taylor, pilot de curses il·legals a qui li agrada mantenir-se al marge de la llei. Els problemes apareixen quan el seu germà és assassinat a sang freda per un membre d'una banda rival. Llavors un policia corrupte l'acusa injustament de cometre el crim i va directament a presó. Allà, poc després, una agent de l'FBI li ofereix la seva ajuda per desmantellar tota la trama, i, d'aquesta manera, netejar el seu nom. Per això en Taylor ha d'infiltrar-se a la banda i fer-s'hi conegut.